# Xyletinus lecerfi
Xyletinus lecerfi is een keversoort uit de familie klopkevers (Anobiidae). De wetenschappelijke naam van de soort is voor het eerst geldig gepubliceerd in 1956 door Kocher.